# Bailleulmont
Bailleulmont je francouzská obec v departementu Pas-de-Calais v regionu Hauts-de-France. Žije zde 216 obyvatel.

## Poloha obce
Sousední obce jsou: Bailleulval, Bavincourt, Berles-au-Bois, La Cauchie, Gouy-en-Artois, La Herlière, Humbercamps a Pommier.

## Vývoj počtu obyvatel
Počet obyvatel